# 上巴古斯
上巴古斯（阿拉伯语：الباغوز فوقاني）是敘利亞的一座城鎮，位於代爾祖爾省的阿布凱馬勒區，幼發拉底河的東岸，靠近敘利亞與伊拉克的邊界。根據敘利亞中央統計局2004年人口普查的數據，上巴古斯擁有10,689位居民。此城鎮是伊斯蘭國在節節敗退中最後堅守的據點；2019年3月23日，敘利亞民主力量及以美軍為首的聯軍在攻下此城鎮後宣布收復伊斯蘭國在敘利亞境內的所有土地，伊斯蘭國正式喪失所有固定據點。